# JAS Speedkits
JAS Speedkits ist ein britischer Hersteller von Automobilen.

## Unternehmensgeschichte
John Davies, der zuvor für GP tätig war, und seine Frau Sharon gründeten 1998 das Unternehmen in Blandford Forum in der Grafschaft Dorset. Sie begannen mit der Produktion von Automobilen und Kits. Der Markenname lautet JAS. Insgesamt entstanden bisher etwa 35 Exemplare.

## Fahrzeuge
Das einzige Modell ist der Buggy. Dies ist ein VW-Buggy. Die Basis bildet das Fahrgestell vom VW Käfer. Neben einer Ausführung mit den ungekürzten Fahrgestell mit 240 cm Radstand steht auch eine Ausführung im Sortiment, bei dem der Radstand auf 210 cm gekürzt ist.